# Duše jako kaviár
Duše jako kaviár je česká filmová hořká dramatická komedie z roku 2004 režiséra Milana Cieslara. Dle slov režiséra byl film inspirován pravdivými příběhy.

## Děj
Sestrám Anně a Janě umírá otec. Na jeho pohřbu zjistí, že mají nevlastního bratra Vladimíra. K tomu všemu Janu její manžel podvádí, když ho s tím konfrontuje, všechno popře a navíc ji několikrát udeří páskem. S milenkou se stýká dál. Ona milenka je Karin, nejlepší kamarádka Jany. Anna má naopak problémy s novým přítelem jejich matky. Nevěry a zoufalé pokusy se svému protějšku znovu zalíbit pokračují, ale nemají žádný pozitivní výsledek. Mezitím Vladimír potká v klubu Rusku Jelenu s jejím dítětem. Rozhodne se je vzít k sobě na přespání. Během cesty se v tramvaji napíchne na použitou injekční stříkačku, Jelena ho navíc doma okrade. Každý den je mu hůř a hůř. Manželské páry se nakonec rozvedou a Karin otěhotní.

## Obsazení
- Tatiana Dyková jako Jana
- Karolína Kaiserová jako Anna
- Ondřej Vetchý jako Jan
- Saša Rašilov jako František
- Jan Budař jako Vladimír
- Alice Bendová jako Karin
- Roman Luknár jako Petr
- Filip Blažek jako Ríša
- Josef Nedorost jako otec
- Michal Pavlata jako tchán
- Jana Šulcová jako matka Vladimíra
- Viktoria Flídr jako Jelena
- Petra Jungmanová jako Marcela
- Jana Bernášková jako Miluška
- David Novotný jako muž se psem

## Ocenění
- Český lev 2004
  - nominace - Tatiana Dyková (Nejlepší herečka)[3]
- Festival evropských filmových úsměvů v Mladé Boleslavi 2004
  - vítězství